# Stereo (film, 2014)
Pour les articles homonymes, voir Stéréo.
Pour plus de détails, voir Fiche technique et Distribution.
Stereo est un thriller allemand écrit et réalisé par Maximilian Erlenwein sorti en 2014.

## Synopsis
La nouvelle vie d'un garagiste est menacée par des truands.

## Fiche technique
- Titre original : Stereo
- Titre français :
- Titre québécois :
- Réalisation : Maximilian Erlenwein
- Scénario : Maximilian Erlenwein
- Direction artistique :
- Décors :
- Costumes :
- Montage :
- Musique :
- Photographie : The Chau Ngo
- Son :
- Production :  Alexander Bickenbach, Manuel Bickenbach, Olaf Grunert, Khaled Kaissar, Lucas Schmidt et Andreas Schreitmüller
- Sociétés de production : Frisbeefilms, Kaissar Film, Wild Bunch et ZDF
- Sociétés de distribution :  Wild Bunch
- Pays d’origine :  Allemagne
- Budget :
- Langue : Allemand
- Durée :
- Format :
- Genre : Thriller
- Dates de sortie : 
  -  Allemagne : février 2014 (Berlinale 2014)

## Distribution
- Jürgen Vogel : Erik
- Moritz Bleibtreu : Henry
- Petra Schmidt-Schaller : Julia
- Georg Friedrich : Keitel
- Rainer Bock : Wolfgang
- Fabian Hinrichs : Arzt

## Distinctions

### Nominations et sélections
- Berlinale 2014 : sélection « Panorama »